# Verres oronei
Verres oronei is een keversoort uit de familie Passalidae. De wetenschappelijke naam van de soort is voor het eerst geldig gepubliceerd in 1997 door Boucher & Locarno.